# Frisch (Film)
Frisch ist ein Kriminalfilm von Damian John Harper mit Louis Hofmann, Franz Pätzold, Sascha Geršak und Canan Kir in den Hauptrollen. Das Filmdrama basiert auf dem gleichnamigen Roman von Mark McNay und feierte Anfang Juli 2024 beim Filmfest München seine Premiere. Der Kinostart in Deutschland war Anfang Juli 2025.

## Handlung
Kai ist ein liebender Ehemann, treusorgender Vater und versucht, mit seiner Frau Ayse so gut es geht über die Runden zu kommen. Der 24-Jährige zerlegt zusammen mit seinem Onkel Andy, bei dem er nach dem frühen Tod seiner Mutter und dem Verschwinden seines Vaters aufgewachsen ist, in einer Fleischfabrik im Norden von Duisburg Schweine. Sein Bruder Mirko wird bald aus dem Gefängnis entlassen. Eigentlich war Kai froh, seinen psychotischen Bruder nicht mehr im Leben zu haben. Mirko will von ihm das Geld zurückhaben, das er ihm anvertraut hat, doch davon sind nur noch ein paar Tausend Euro übrig.
Um das fehlende Geld rechtzeitig wieder aufzutreiben, muss Kai Himmel und Hölle in Bewegung setzen. Damit nicht genug will Mirko ihn dazu zwingen, wieder wie früher als Drogenkurier für ihn zu arbeiten. Kai ist verzweifelt und sieht keinen anderen Ausweg, als die Polizei ins Boot zu holen.

## Produktion

### Literarische Vorlage
Der Film basiert auf dem Roman Fresh von Mark McNay, der im April 2008 bei Canongate Books auf Englisch und im gleichen Jahr bei dtv in einer deutschen Übersetzung von Eike Schönfeld unter dem Titel Frisch veröffentlicht wurde. In dem Debütroman des 1965 geborenen schottischen Schriftstellers, angesiedelt in der englischen Kleinstadt Royston nicht weit von London, tragen die beiden Brüder die Namen Archie und Sean.

### Filmstab und Besetzung
Regie führte Damian John Harper, der auch das auf McNays Roman basierende Drehbuch schrieb. Er verlegte den Schauplatz ins Ruhrgebiet und gab den schottischen Hauptfiguren neue deutsche und türkische Namen. Ansonsten aber hielt er sich recht streng an Romanvorlage. Der 1978 geborene US-Amerikaner arbeitete nach seinem Bachelor-Abschluss in Anthropologie als Ethnologe in Oaxaca im Süden Mexikos und später als Höhlentauchlehrer in Brasilien. Seit 2007 lebt er in Deutschland. Im Jahr 2012 schloss Harper sein Regiestudium an der Hochschule für Fernsehen und Film München ab. Zu seinen früheren Arbeiten gehören der Thriller Los Angeles von 2014, der von einem 17-jährigen Mexikaner erzählt, der gegen die Gewaltstrukturen der örtlichen Gang aufbegehrt und in die USA migrieren will, das Familiendrama In the Middle of the River von 2018 von einem Irak-Veteranen, der in seine dysfunktionale Familie im Südwesten der USA heimkehrt, der Fernsehfilm 9 Tage wach von 2020 und der Fantasyfilm Woodwalkers von 2024.
Louis Hofmann spielt Kai und Franz Pätzold seinen Bruder Mirko. Sascha Geršak ist in der Rolle von Kais Onkel Andy zu sehen, bei dem er nach dem frühen Tod seiner Mutter und dem Verschwinden seines Vaters aufgewachsen ist. Canan Kir spielt Kais Partnerin Ayşe und Pola Friedrichs ihre kleine Tochter Jenny. Ralf Richter spricht den inneren Monolog, Gedanken, die Kai durch den Kopf schwirren. Jakob Pohl spielt Kai als Teenager. In weiteren Rollen sind Zejhun Demirov als Kais Jugendfreund Selo, Božidar Kocevski als Mirkos Kumpel Bogdan und Pinar Erincin zu sehen. Das Casting übernahmen Maren Friedrich und Suse Marquardt.

### Filmförderung und Dreharbeiten
Die Film- und Medienstiftung NRW förderte die Produktion mit 600.000 Euro. Weitere Unterstützung kam von der MOIN Filmförderung Hamburg Schleswig-Holstein, nordmedia, HessenFilm und Medien, der Filmförderungsanstalt, der Beauftragten der Bundesregierung für Kultur und Medien, vom Deutschen Filmförderfonds und von Creative Europe Media.
Die Dreharbeiten fanden von Anfang November bis kurz vor Weihnachten 2022 in Köln, Hamburg, Hannover und Frankfurt am Main statt. Als Kameramann fungierte Leonhard Kairat.

### Filmmusik, Marketing und Veröffentlichung
Die Filmmusik steuerte die Schwedin Emma Elisabeth bei.
Die Premiere des Films fand am 4. Juli 2024 beim Filmfest München statt. Ab Ende Oktober 2024 wurde Frisch bei den Biberacher Filmfestspielen gezeigt und im November 2024 beim Wiesbadener Exground Filmfest. Mitte Mai 2025 veröffentlichte Port au Prince Films den ersten Trailer. Am 3. Juli 2025 kam der Film in die deutschen Kinos.

## Rezeption

### Kritiken
Lars-Christian Daniels schreibt in seiner Kritik für Filmstarts, wer die Romanvorlage Fresh nicht gelesen hat, werde vor allem in der Auftaktviertelstunde Mühe dabei haben, der dreigleisig fahrenden Chronologie des Geschehens zu folgen. Die Handlung sei so komprimiert angelegt, dass kaum Zeit zum Luftholen bleibe, und ehe man sich versehe, seien die eineinhalb Stunden wie im Flug vergangen. Auf der Zielgeraden dürfe Hauptdarsteller Louis Hofmann dann auch endlich zeigen, was schauspielerisch in ihm steckt, da ihm seine relativ schüchterne Figur lange Zeit wenig Spielraum biete. Franz Pätzold, dem bis dahin die Bühne gehört, liefere in seiner Rolle als tickende Zeitbombe auf zwei Beinen eine atemberaubende Performance ab.
Jannek Suhr schreibt in seiner Kritik für epd Film, Harper beweise Gefühl für Milieuzeichnung und lasse seine Darsteller unter anderem Ruhrpottdialekt sprechen, was dem Film seinen Charme gebe. Darüber hinaus biete der Film eine stylische Inszenierung mit wummerndem Soundtrack, atmosphärischen Nachtaufnahmen und knallharten Gewaltexzessen und löse sich damit vom Stil deutscher Fernsehkrimis. Auch Suhr bemerkt zur verschachtelten Erzählweise, die immer wieder zwischen der Gegenwart und früheren Lebensabschnitten der Brüder hin- und herspringt, diese unterbreche teilweise den Rhythmus und mache es schwer, den Überblick zu behalten. Dass Mirkos Verhalten letztendlich als Ausdruck fehlenden familiären Halts angesehen werden kann und er damit zugleich den Halt bedroht, den Kai durch seine neue Familie bekommt, beschreibt er als die große Tragik des Films.

### Auszeichnungen
Biberacher Filmfestspiele 2024
- Auszeichnung als Bester Spielfilm mit dem „Goldenen Biber“ (Damian John Harper)[14]

Förderpreis Neues Deutsches Kino 2024
- Nominierung in Kategorie „Schauspielerische Leistung“ (Canan Kir)